# Adelmo Melecci
Adelmo Melecci (* 18. Mai 1899 in Felonica; † 31. August 2004) war ein kanadischer Musikpädagoge, Komponist und Organist italienischer Herkunft.

## Leben
Melecci verließ 1911 Italien und studierte an der New York School of Music und in Toronto am Royal Conservatory of Music bei Healey Willan und Ernest Seitz. Ab 1921 unterrichtete er Klavier, Orgel und Musiktheorie am Royal Conservatory, 1942 gründete er dessen Niederlassung in Willowdale, die er bis 1991 leitete. Von 1929 bis 1958 war er Organist an der Richmond Hill United Church.
Melecci komponierte Chorwerke, Lieder und Klavierstücke für Kinder. Sein Lied The Candle wurde Weihnachten 1963 im Fernsehen der CBC gesungen, Meet Me at the Fountain wurde der Themensong der Canadian National Exhibition. Melecci blieb bis nach seinem 100. Geburtstag als Komponist produktiv. Das Royal Conservatory vergibt ein Stipendium in seinem Namen.

## Quelle
- Adelmo Melecci. In:  Encyclopedia of Music in Canada. herausgegeben von The Canadian Encyclopedia (englisch, französisch).

| Personendaten    | Personendaten                                     |
| ---------------- | ------------------------------------------------- |
| NAME             | Melecci, Adelmo                                   |
| KURZBESCHREIBUNG | kanadischer Komponist, Organist und Musikpädagoge |
| GEBURTSDATUM     | 18. Mai 1899                                      |
| GEBURTSORT       | Felonica                                          |
| STERBEDATUM      | 31. August 2004                                   |